# ステファヌス1世 (ローマ教皇)
ステファヌス1世（Stephanus I、200年 - 257年8月2日）は、ローマ教皇（在位：254年 - 257年8月2日）。ギリシャ系の出身であった。
彼が教皇に選ばれたころは、キリスト教への迫害もさることながら、それに伴って起こった問題に教会が揺れていたころであった。それはデキウス帝の迫害下で信仰を捨てた信徒が再び教会へ戻ることを望むとき共同体に向けてよいのか、また再び洗礼を受けさせるべきか、といった問題であった。これに関しては教皇はキプリアヌスと一致しており、ローマの伝統にしたがって異端者でも教会に戻ったものにはその洗礼の有効性を認め再洗礼の必要がないと全教会に指示したが、アフリカの諸教会はこれにしたがわなかった。また、ステファヌス1世に関して特筆すべきことは初めてローマ司教の持つ優越性を主張していたことにある。これが教皇意識の萌芽であるとみなすと教会史家は多い。カトリック教会の聖人であり、記念日は8月11日。
ステファヌスを殉教者とみなすのは、後代の伝承による。ヤコブス・デ・ウォラギネの『黄金伝説』はその殉教のようすについて次のように伝える。
時の皇帝ウァレリアヌスとガリエヌスは、まず教皇の配下の聖職者10名を捕らえ裁判もなく斬首した。翌日には教皇自身も捕らえられマルス神殿に連行されたがステファヌスが「どうかこのこけおどしの建物を倒してください」と主に祈ったために、神殿の大部分が倒壊した。逃げまどう多くの人々を尻目に教皇はその足で聖女ルキアが葬られている教会に向かい、皇帝によってさらに多くの兵士を差し向けられたが少しも恐れず聖務を続け、そのまま斬首された。